# 1995年全豪オープン
1995年 全豪オープン（1995ねんぜんごうオープン、Australian Open 1995）は、オーストラリア・メルボルンにある「メルボルン・パーク・ナショナルテニスセンター」にて、1995年1月16日から29日にかけて開催された。

## シード選手

### 男子シングルス
1. ピート・サンプラス （準優勝）
2. アンドレ・アガシ （初優勝）
3. ボリス・ベッカー （1回戦）
4. ゴラン・イワニセビッチ （1回戦）
5. マイケル・チャン （ベスト4）
6. ステファン・エドベリ （4回戦）
7. ミヒャエル・シュティヒ （3回戦）
8. トッド・マーティン （4回戦）
9. ジム・クーリエ （ベスト8）
10. エフゲニー・カフェルニコフ （ベスト8）
11. ウェイン・フェレイラ （2回戦）
12. マルク・ロセ （1回戦）
13. アンドレイ・メドベデフ （ベスト8）
14. トーマス・ムスター （3回戦）
15. マグナス・ラーソン （4回戦、不戦敗）
16. リカルド・クライチェク （2回戦）

### 女子シングルス
1. アランチャ・サンチェス・ビカリオ （準優勝）
2. コンチタ・マルチネス （ベスト4）
3. ヤナ・ノボトナ （4回戦）
4. マリー・ピエルス （初優勝）
5. ガブリエラ・サバティーニ （1回戦）
6. リンゼイ・ダベンポート （ベスト8）
7. 伊達公子 （3回戦）
8. ナターシャ・ズベレワ （ベスト8）
9. マグダレナ・マレーバ （1回戦）
10. アンケ・フーバー （4回戦）
11. メアリー・ジョー・フェルナンデス （4回戦）
12. ブレンダ・シュルツ （4回戦）
13. ザビーネ・ハック （1回戦）
14. エミー・フレージャー （3回戦）
15. ロリ・マクニール （3回戦）
16. ジュリー・アラール （1回戦）

## 大会経過

### 男子シングルス
準々決勝
- ピート・サンプラス vs.  ジム・クーリエ 6-7, 6-7, 6-3, 6-4, 6-3
- マイケル・チャン vs.  アンドレイ・メドベデフ 7-6, 7-5, 6-3
- アーロン・クリックステイン vs.  ヤッコ・エルティン 7-6, 6-4, 5-7, 6-4
- アンドレ・アガシ vs.  エフゲニー・カフェルニコフ 6-2, 7-5, 6-0

準決勝
- ピート・サンプラス vs.  マイケル・チャン 6-7, 6-3, 6-4, 6-4
- アンドレ・アガシ vs.  アーロン・クリックステイン 6-4, 6-4, 3-0 （途中棄権）

### 女子シングルス
準々決勝
- アランチャ・サンチェス・ビカリオ vs.  沢松奈生子 6-1, 6-3
- マリアン・ワーデル＝ウィットマイヤー vs.  アンジェリカ・ガバルドン 6-1, 6-2
- マリー・ピエルス vs.  ナターシャ・ズベレワ 6-1, 6-4
- コンチタ・マルチネス vs.  リンゼイ・ダベンポート 6-3, 4-6, 6-3

準決勝
- アランチャ・サンチェス・ビカリオ vs.  マリアン・ワーデル＝ウィットマイヤー 6-4, 6-1
- マリー・ピエルス vs.  コンチタ・マルチネス 6-3, 6-1

## 決勝戦の結果
- 男子シングルス： アンドレ・アガシ vs.  ピート・サンプラス 4-6, 6-1, 7-6, 6-4
- 女子シングルス： マリー・ピエルス vs.  アランチャ・サンチェス・ビカリオ 6-3, 6-2
- 男子ダブルス： ジャレッド・パーマー& リッチー・レネバーグ vs.  ダニエル・ネスター& マーク・ノールズ 6-3, 3-6, 6-3, 6-2
- 女子ダブルス： アランチャ・サンチェス・ビカリオ& ヤナ・ノボトナ vs.  ジジ・フェルナンデス& ナターシャ・ズベレワ 6-3, 6-7, 6-4
- 混合ダブルス： リック・リーチ& ナターシャ・ズベレワ vs.  シリル・スーク& ジジ・フェルナンデス 7-6, 6-7, 6-4

## みどころ
- この大会では、沢松奈生子が日本人女子選手の最高成績を出した。全豪オープンの開幕直前、沢松の故郷である兵庫県西宮市の自宅が阪神・淡路大震災で被災した。その知らせに接した沢松は、1回戦で杉山愛に勝ち、3回戦では第7シードの伊達公子を 3-6, 6-3, 6-3 で破り、大きな注目を集めた。続く4回戦でも第11シードのメアリー・ジョー・フェルナンデスを 6-4, 7-6 で破ったが、準々決勝で第1シードのアランチャ・サンチェス・ビカリオに 1-6, 3-6 で完敗した。これが沢松の4大大会自己最高成績である。